# 鉄56
鉄56（てつ56、56Fe）は、最も豊富に存在する鉄の同位体であり、全体の91.754%を占める。
鉄56は、全ての同位体の中で核子当たりの質量が最も小さい。核子1個当たりの結合エネルギーは8.8 MeVであり、鉄56は最も結合の強い原子核の1つである。
例えばニッケル62は核子当たりの結合エネルギーがより強いが、これはニッケル62では陽子よりわずかに質量の大きい中性子の割合が多く、核子当たりの質量が大きいためである。
そのため、核融合を起こす軽い元素や核分裂を起こす重い元素はエネルギーを放出して核子の結合をより強固にし、その結果、原子核は核子当たりのエネルギーを最小化する方向に進み、最終的に鉄56となる。宇宙の年齢では、多くの物質が鉄56のような結合の強い原子核に変換されている途中である。全ての物質が鉄とニッケルを目指して変換しつつあることは、宇宙の熱的死の原因の1つである。宇宙の全ての物質が鉄56に変換する時間は、陽子崩壊が起こらない場合、約101500年と見積もられている。